# Bejrút (nádraží)
Bejrút je bývalá železniční stanice, která se nachází ve čtvrti Mar Mikhaël v libanonském Bejrútu. Nacházela se podél dvou železničních tratí v Libanonu, provoz zahájila v roce 1895 a fungovala do roku 1975. Hlavním důvodem uzavření stanice byla libanonská občanská válka. Kromě budovy stanice pro cestující a kolejiště měl objekt o rozloze 62 000 metrů čtverečních také železniční opravnu. V provozu byly tři nástupiště. 

## Historie

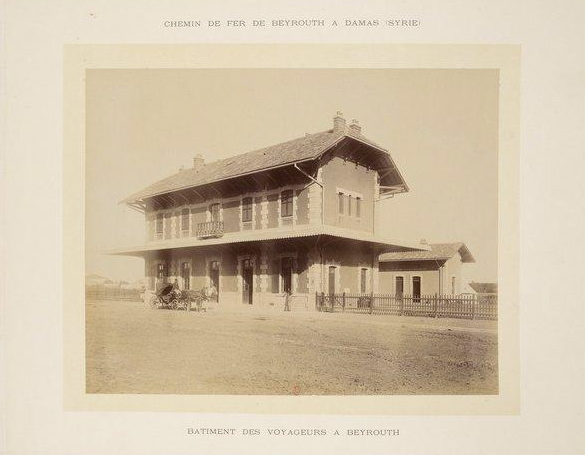
Pohled na železniční stanici kolem roku 1895

Stanice byla postavena francouzskou společností Société de Construction des Batignolles a byla umístěna podél dvou hlavních libanonských železničních tratí; první, ozubnicová dráha z Bejrútu do Damašku zahájila provoz v roce 1895, zatímco železniční trať, známá jako NBT (Naqoura, Bejrút, Tripolis), zahájila provoz v roce 1942 a vedla podél pobřeží Středozemního moře do Palestiny.
Budova stanice byla postavena ve francouzském architektonickém stylu a měla pět metrů vysoké stropy a staniční hodiny od významného francouzského hodináře Paula Garniera. Hodiny stanice se nastavovaly pomocí kliky a na jedno natažení byly v provozu po dobu 16 dnů; od roku 2011 byly stále v provozu. První vlak do Riyaqu opustil stanici v roce 1895 a do cíle dorazil o devět hodin později.
Plány stanice (z roku 1891) jsou uchovány na libanonské univerzitě v Bejrútu a jsou zájemcům k dispozici online. Podle univerzity osobní nádraží naposledy odbavilo cestující v roce 1976.
Opuštěné nádraží je ve 21. století využíváno ke kulturním akcím a získávání finančních prostředků. V roce 2014 byla nádražní budova přestavěna na módní venkovní bar, kde se jako DJ stánek využívá opuštěná parní lokomotiva. Mnoho mladých návštěvníků zařízení ani neví, že budova byla vlakovým nádražím, protože si myslí, že se jedná pouze o dekoraci v průmyslovém stylu, které se na místě používá.
Stanice byla těžce poškozena při výbuchu v Bejrútu 2020, zejména střecha budovy.